# Список прем'єр-міністрів Саудівської Аравії
Прем'єр-міністри Саудівської Аравії:

## Прем'єр-міністр Саудівської Аравії
Прем'єр-міністр Саудівської Аравії формальний голова уряду після короля Саудівської Аравії.

## Історія
Перший фактичний уряд було сформовано 9 жовтня 1953 р.

## Аль-Мамляка аль-Арабія ас-Саудія
| Ім'я                             | Термін                           |   |
| -------------------------------- | -------------------------------- | - |
| Фейсал ібн-Абд-аль Азіз          | 11 січня 1932 - 21 грудня 1960   |   |
| Абдельазіз Абдурахман ібн Сауд   | 21 грудня 1960 - 31 жовтня 1962  |   |
| Абдельазіз аль-Фейсал ас-Сауд    | 31 жовтня 1962 - 25 березня 1975 |   |
| Халед ібн Абдельазіз ас-Сауд     | 25 березня 1975 - 13 червня 1982 |   |
| Фахд ібн Абдель Азіз Аль ас-Сауд | 13 червня 1982 - 1 серпня 2005   |   |
| Султан Абдуллах                  | 1 серпня 2005 - до н.ч.          | - |
|                                  |                                  |   |